# Puig del Caputxet
El Puig del Caputxet és una muntanya de 2.008,4 metres d'altitud del límit entre les comunes de Caudiers de Conflent, de la comarca del Conflent, i de Matamala, de la del Capcir, tots dos a la Catalunya del Nord.
És a l'extrem oest del terme de Caudiers de Conflent, al sud-oest del Coll del Torn i al nord-oest del Coll del Dormidor.